# Ranunculus repens
Il ranuncolo strisciante (nome scientifico Ranunculus repens L., 1753) è una pianta appartenente alla famiglia delle Ranunculaceae, comune nei prati della penisola italiana.

## Etimologia
Il nome generico (Ranunculus), passando per il latino, deriva dal greco Batrachion, e significa “rana” (è Plinio scrittore e naturalista latino, che c'informa di questa etimologia) in quanto molte specie di questo genere prediligono le zone umide, ombrose e paludose, habitat naturale degli anfibi. L'epiteto specifico (repens = strisciante) indica il portamento tipico di questa pianta.

Il binomio scientifico attualmente accettato (Ranunculus repens) è stato proposto da Carl von Linné (Rashult, 23 maggio 1707 –Uppsala, 10 gennaio 1778), biologo e scrittore svedese, considerato il padre della moderna classificazione scientifica degli organismi viventi, nella pubblicazione Species Plantarum del 1753.

## Descrizione

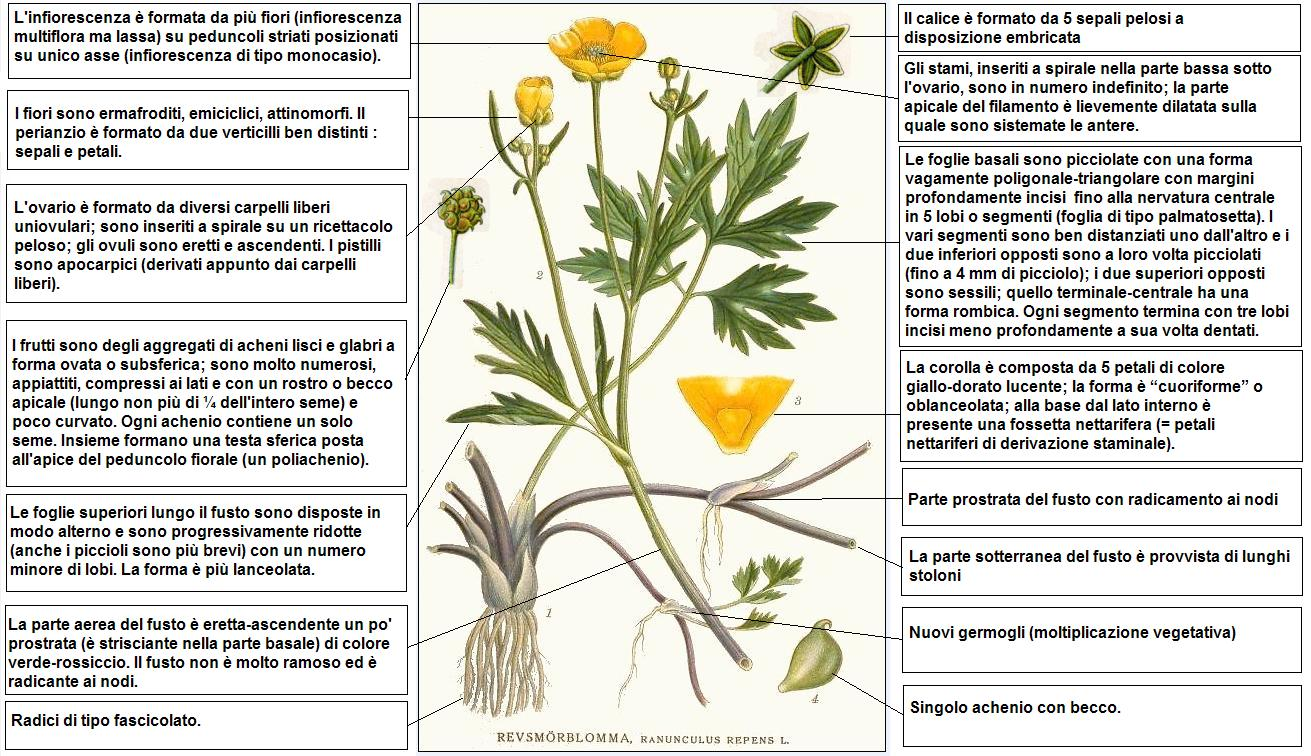
Descrizione delle parti della pianta

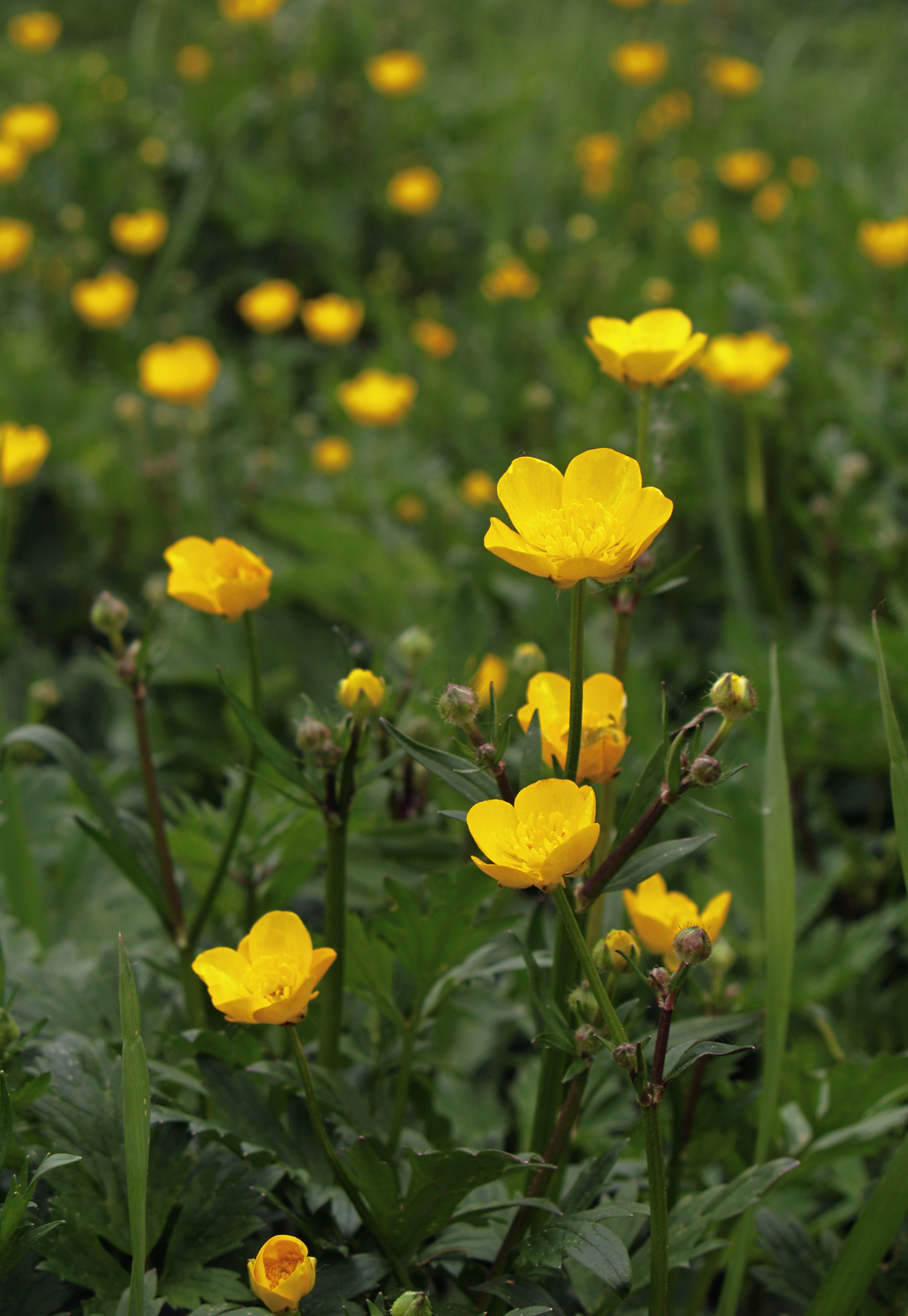
Il portamento

È una pianta perenne e erbacea terrestre fondamentalmente glabra la cui altezza media oscilla tra 12 e 35 cm (massimo 50 cm). Queste piante sono definite emicriptofite reptanti (H rept), ossia sono piante con gemme svernanti al livello del suolo e protette dalla lettiera o dalla neve, e mostrano un accrescimento aderente al suolo con carattere strisciante. 

### Radici
Le radici sono del tipo fascicolato.

### Fusto
- Parte ipogea: la parte sotterranea è provvista di lunghi stoloni.
- Parte epigea: la parte aerea del fusto è eretta-ascendente un po' prostrata (è strisciante nella parte basale) di colore verde-rossiccio. Il fusto non è molto ramoso ed è radicante ai nodi.

### Foglie

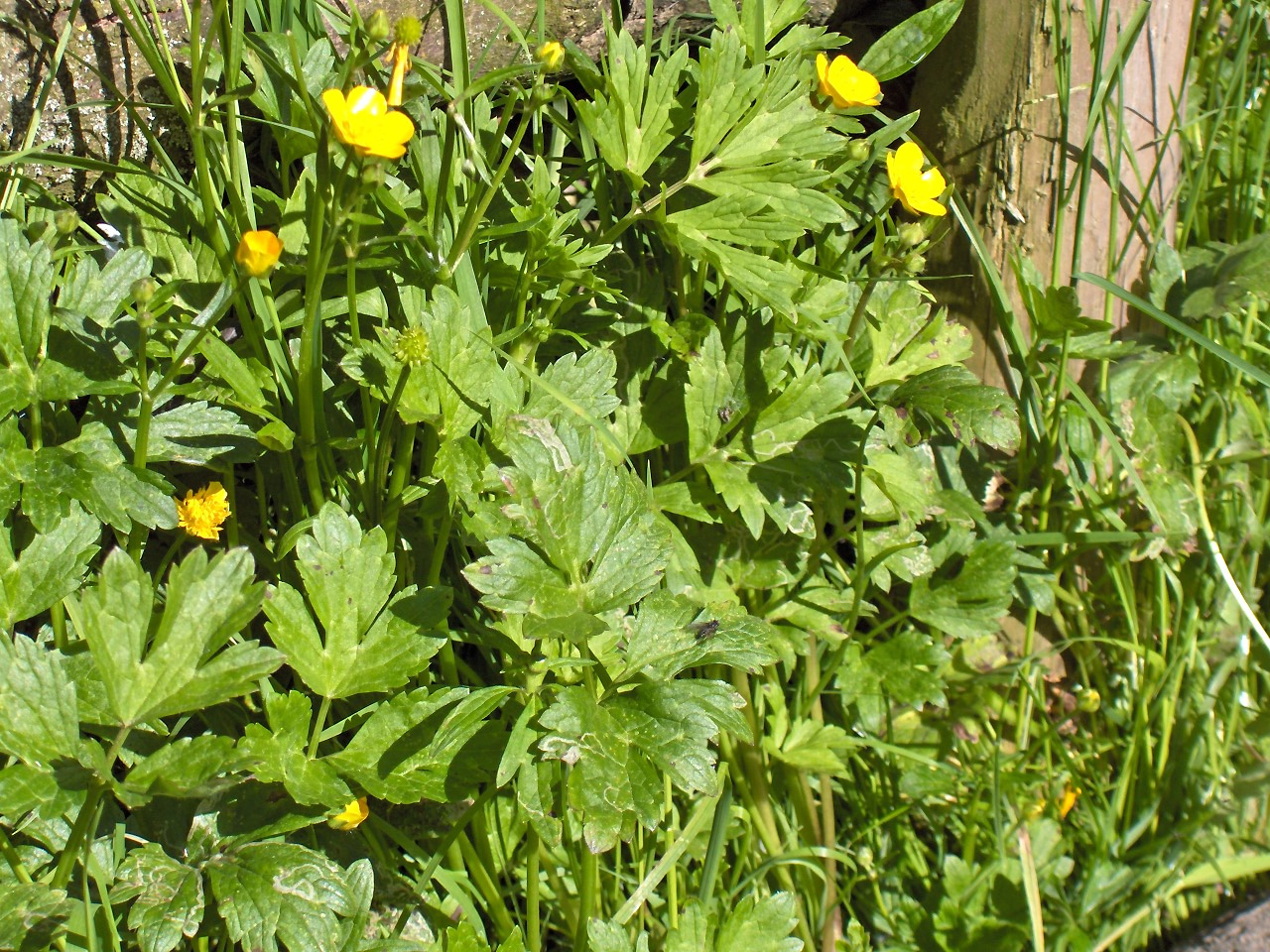
Le foglie

- Foglie basali: le foglie basali sono picciolate (il picciolo è più lungo della corrispondente lamina) con una forma vagamente poligonale-triangolare e con margini profondamente incisi fino alla nervatura centrale in 5 lobi o segmenti (foglia di tipo palmatosetta). I vari segmenti sono ben distanziati uno dall'altro; i due inferiori opposti sono a loro volta picciolati (fino a 4 mm di picciolo); i due superiori opposti sono sessili; quello terminale-centrale ha una forma rombica. Ogni segmento termina con tre lobi incisi meno profondamente e a sua volta dentati. Lunghezza del picciolo: 7 – 20 cm. Lunghezza delle foglie: 9 – 15 cm. Dimensione dei segmenti: larghezza 5 – 10 mm; lunghezza 25 – 45 mm.
- Foglie cauline: le foglie superiori lungo il fusto sono disposte in modo alterno, senza stipole e sono progressivamente ridotte (anche i piccioli sono più brevi) con un numero minore di lobi. La forma è più lanceolata.

### Infiorescenza
L'infiorescenza è formata da più fiori (infiorescenza multiflora ma lassa) su peduncoli striati e posizionati su unico asse (infiorescenza di tipo monocasio). Lunghezza dei peduncoli: 1 – 8 cm.

### Fiore

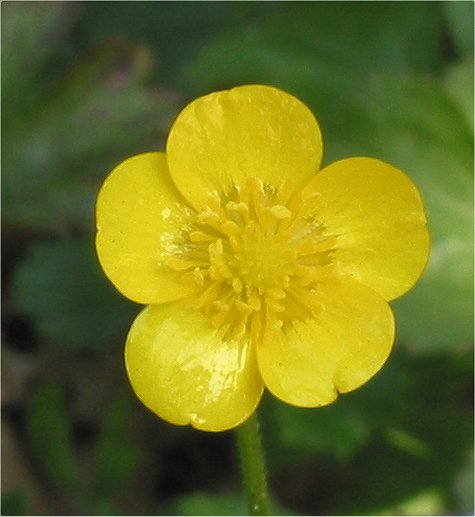
Il fiore

I fiori sono ermafroditi, emiciclici, attinomorfi. I fiori sono di tipo molto arcaico anche se il perianzio(o più esattamente il perigonio) di questo fiore è derivato dal perianzio di tipo diploclamidato (tipico dei fiori più evoluti), formato cioè da due verticilli ben distinti e specifici: sepali e petali. Diametro dei fiori: 20 – 30 mm.

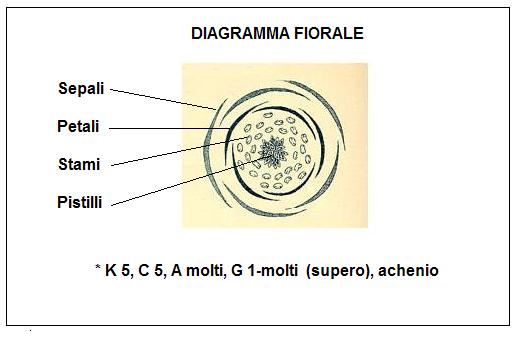
Diagramma e formula fiorale

- Formula fiorale: per queste piante viene indicata la seguente formula fiorale:

* K 5, C 5, A molti, G 1-molti  (supero), achenio

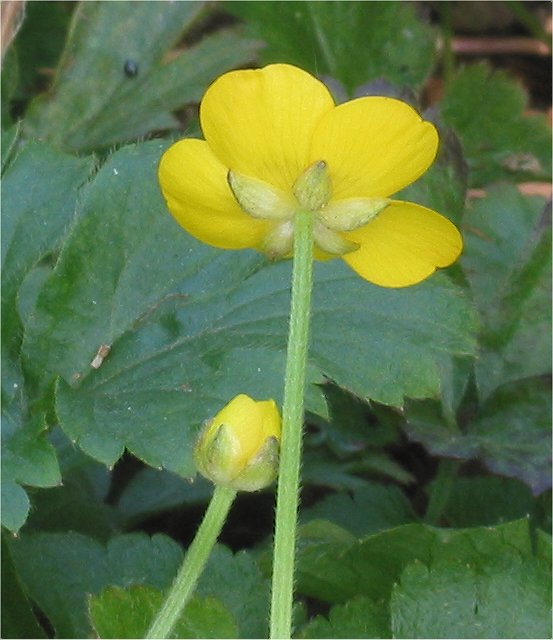
Il calice

- Calice: il calice è formato da 5 sepali pelosi a disposizione embricata. In realtà i sepali sono dei tepali sepaloidi[7]. Alla fioritura sono disposti in modo patente e sono appressati ai petali; poi sono caduchi. Dimensione dei sepali: larghezza 2 mm; lunghezza 6 mm.
- Corolla: la corolla è composta da 5 petali di colore giallo-dorato lucente; la forma è “cuoriforme” o oblanceolata; alla base dal lato interno è presente una fossetta nettarifera (= petali nettariferi di derivazione staminale). In effetti anche i petali della corolla non sono dei veri e propri petali: potrebbero essere definiti come elementi del perianzio a funzione vessillifera[8]. Dimensione dei petali: larghezza 7 mm; lunghezza 10 mm.
- Androceo: gli stami, inseriti a spirale nella parte bassa sotto l'ovario, sono in numero indefinito e comunque più brevi dei sepali e dei petali; la parte apicale del filamento è lievemente dilatata sulla quale sono sistemate le antere bi-logge, di colore giallo a deiscenza laterale. Al momento dell'apertura del fiore le antere sono ripiegate verso l'interno, ma subito dopo, tramite una torsione, le antere si proiettano verso l'esterno per scaricare così il polline lontano dal proprio gineceo evitando così l'autoimpollinazione. Il polline è tricolpato (caratteristica tipica delle Dicotiledoni).
- Gineceo: l'ovario è formato da diversi carpelli liberi uniovulari; sono inseriti a spirale su un ricettacolo peloso; gli ovuli sono eretti e ascendenti. I pistilli sono apocarpici (derivati appunto dai carpelli liberi).
- Fioritura: da marzo ad settembre.

### Frutti
I frutti sono degli aggregati di acheni lisci e glabri a forma ovata o subsferica; sono molto numerosi, appiattiti, compressi ai lati e con un rostro o becco apicale (lungo non più di ¼ dell'intero seme) e poco curvato. Ogni achenio contiene un solo seme. Insieme formano una testa sferica posta all'apice del peduncolo fiorale (un poliachenio). Dimensione dell'achenio: 3 – 4 mm. Diametro del frutto: 5 – 7 mm.

## Riproduzione
La riproduzione di questa pianta avviene in due modi:
- per via sessuata grazie all'impollinazione degli insetti pronubi (soprattutto api) in quanto è una pianta provvista di nettare (impollinazione entomogama);
- per moltiplicazione vegetativa tramite gli stoloni: sono dei rami laterali che spuntano da una gemma ascellare vicino alla base (colletto) della pianta e che si allunga scorrendo sul suolo, o appena sotto il terreno, emettendo radici e foglie dai nodi da cui si generano nuove piantine.

## Distribuzione ehabitat
- Geoelemento: il tipo corologico (area di origine) è Paleotemperato (o anche Eurasiatico) diventato Subcosmopolita.
- Distribuzione: in Italia questa pianta è comune su tutto il territorio. Fuori dall'Italia è comune in tutta l'Europa. Si trova anche in Asia e Africa settentrionale. In America del Nord probabilmente è stata introdotta.
- Habitat: l'habitat tipico per questa pianta sono i luoghi umidi, ma anche nei prati frequentemente inondati (prati e pascoli igrofili), sponde dei fossati e stagni. Il substrato preferito è sia calcareo che siliceo, con pH acido e terreno con alti valori nutrizionali e relativamente umido.
- Distribuzione altitudinale: sui rilievi queste piante si possono trovare fino a 2000 m s.l.m.; frequentano quindi i seguenti piani vegetazionali: collinare, montano e (in parte) subalpino.

### Fitosociologia
Dal punto di vista fitosociologico la specie di questa voce appartiene alla seguente comunità vegetale:
Formazione: delle comunità delle macro- e megaforbie terrestri
Classe: Molinio-Arrhenatheretea
Ordine: Potentillo-Polygonetalia

## Tassonomia
Il genere Ranunculus è un gruppo molto numeroso di piante comprendente oltre 400 specie originarie delle zone temperate e fredde del globo, delle quali quasi un centinaio appartengono alla flora spontanea italiana. La famiglia delle Ranunculaceae invece comprende oltre 2500 specie distribuite su 58 generi. 

Le specie spontanee della nostra flora sono suddivise in tre sezioni (suddivisione a carattere pratico in uso presso gli orticoltori organizzata in base al colore della corolla): Xanthoranunculus – Batrachium – Leucoranunculus. La specie Ranunculus repens appartiene alla prima sezione (Xanthoranunculus) caratterizzata dall'avere la corolla gialla.

Un'altra suddivisione, che prende in considerazione caratteristiche morfologiche ed anatomiche più consistenti, è quella che divide il genere in due sottogeneri (o subgeneri), assegnando il Ranunculus repens al subgenere Ranunculus, caratterizzato da piante con fusti eretti (e quindi forniti di tessuti di sostegno), peduncoli dell'infiorescenza eretti alla fruttificazione, lamina fogliare ben sviluppata e petali gialli o bianchi (l'altro subgenere Batrachium è dedicato soprattutto alle specie acquatiche).

Il numero cromosomico di R. repens è: 2n = 32.

### Variabilità
Rispetto al genotipo (più o meno) base del genere (2n = 16) la specie di questa voce è tetraploide (2n = 32) per cui presenta un certo grado di polimorfismo. La variabilità si manifesta nei seguenti caratteri:
- sia il fusto che le foglie possono presentarsi con fitti peli patenti (tipo a);
- i segmenti delle foglie radicali possono essere più stretti della norma (tipo b);
- a volte gli stami più esterni possono trasformarsi in petali (tipo c);
- il portamento può essere decisamente eretto (tipo d).

Tra queste piante sono stati riscontrati anche fenomeni di apomissia e stirpi diploidi per cui la sistemazione scientifica di questo gruppo è ancora da studiare e da sistemizzare.

Nell'elenco che segue sono indicate alcune varietà (l'elenco può non essere completo e alcuni nominativi sono considerati da altri autori dei sinonimi della specie principale o anche di altre specie):
- Ranunculus repens var. glabratus de Candolle (1817).
- Ranunculus repens var. erectus de Candolle (1817): tipo d.
- Ranunculus repens var. linearilobus de Candolle (1824).
- Ranunculus repens var. oenanthifolius Ten. & Guss.: tipo b.
- Ranunculus repens var. pleniflorus Fernald (1917): tipo c.
- Ranunculus repens var. reptabundus Jordan: tipo b.
- Ranunculus repens var. tenuifolius Wimm. & Grab.: tipo b.
- Ranunculus repens var. villosus Lamotte (1876): tipo a.

### Ibridi
Con questa pianta sono possibili alcuni ibridi intraspecifici:
- Ranunculus × chrysanthus Brügger (1880) - Ibrido con R. tuberosus
- Ranunculus × rohlenae Domin (1935) - Ibrido con R. acer

### Sinonimi
La specie di questa voce ha avuto nel tempo diverse nomenclature. L'elenco che segue indica alcuni tra i sinonimi più frequenti:
- Ranunculus flagellifolius Nakai
- Ranunculus infestus Salisb. (1796)
- Ranunculus lagascanus DC. (1824)
- Ranunculus lucidus Poiret in Lam. (1804)
- Ranunculus oenanthifolius Ten. & Guss. (1843)
- Ranunculus pubescens Lag. (1816)

### Specie simili
Tutti i ranuncoli a petali gialli sono molto simili tra i loro. Qui elenchiamo alcuni che tra l'altro frequentano più o meno gli stessi habitat nelle zone alpine:
- Ranunculus acris L. (1753)
- Ranunculus aduncus Gren. (1847)
- Ranunculus breyninus Crantz (1763)
- Ranunculus bulbosus L. (1753)
- Ranunculus polyanthemoides Boreau (1857)
- Ranunculus polyanthemophyllus W.Koch & H.Hess (1955)
- Ranunculus polyanthemos L. (1753)
- Ranunculus serpens Schrank (1789)
- Ranunculus tuberosus Lapeyr. (1813)
- Ranunculus venetus Landolt (1965)
- Ranunculus villarsi DC (1805)

## Usi

### Farmacia
Queste piante contengono l'anemonina; una sostanza particolarmente tossica per animali e uomini. Infatti gli erbivori brucano le foglie di queste piante con molta difficoltà e solamente dopo una buona essiccazione (erba affienata) che fa evaporare le sostanze più pericolose. Anche le api evitano di bottinare il nettare dei “ranuncoli”. Sulla pelle umana queste piante possono creare delle vesciche (dermatite); mentre sulla bocca possono provocare intenso dolore e bruciore alle mucose.

In tempi passati questa pianta è stata usata come analgesico (attenua il dolore) e rubefacente (richiama il sangue in superficie, alleggerendo la pressione interna), ma ora non più data la sua tossicità.

### Giardinaggio
Sono piante rustiche di facile impianto per cui spesso sono coltivate nei giardini rustici o anche alpini.

### Ricerca tecnologica
Queste piante vengono usate per condurre esperimenti allo scopo di realizzare luci bioluminescenti, introducendovi nanoparticelle contenenti luciferasi, un enzima necessario per la bioluminescenza naturale.